# Gideon J. Pillow
Gideon Johnson Pillow (født 8. juni 1806, død 8. oktober 1878), var en amerikansk jurist, politiker og sydstatsgeneral i den amerikanske borgerkrig. Han huskes bedst for sin ringe indsats i Slaget ved Fort Donelson.

## Unge år
Pillow blev født i ’’Williamson County’’ i Tennessee som søn af Gideon Pillow og Ann Payne Pillow. Han fik sin juridiske eksamen fra universitetet i Nashville i 1827 og havde en sagførerpraksis i Columbia, Tennessee, hvor han var partner med den senere amerikanske præsident James K. Polk.
Den 24. marts 1831 blev han gift med Mary Elizabeth Martin (1812-1869), og sammen fik de 15 børn.
Han gjorde tjeneste som brigadegeneral i Tennessees milits fra 1833 til 1836.
I den Mexicansk-amerikanske krig gik Pillow ind i hæren som brigadegeneral i juli 1846, og præsident Polk forfremmede ham til generalmajor den 13. april 1847. Han blev såret i den højre arm under slaget ved Cerro Gordo og i venstre ben under slaget om Chapultepec. Under krigen kom han i konflikt med chefen for de amerikanske styrker i Mexico, general Winfield Scott. Et anonymt brev, som var skrevet af Pillow og blev offentliggjort i New Orleans Delta den 10. september 1847 under signaturen Leonidas, gav fejlagtigt Pillow æren for de nylige sejre ved Contreras og Churubusco, selv om de rent faktisk blev vundet af Scott. Da Pillows intrige blev afsløret, blev han arresteret af Scott og skulle for en krigsret. Polk tilbagekaldte Scott til Washington D.C. for at beskytte Pillow. Under krigsretssagen, der begyndte i marts 1848 hævdede major Archibald W. Burns, at det var ham, som havde skrevet "Leonidas"-brevet efter ordre fra Pillow. Pillow undgik straf, men blev udstødt af hæren i juli 1848.
Pillows modvilje mod Scott kom til udtryk ved præsidentvalget i 1852, hvor han var modstander af Scotts kandidatur og i stedet støttede en tidligere underordnet fra den mexicansk-amerikanske krig Franklin Pierce. Pillow prøvede at blive nomineret som vicepræsident, men blev afvist. Han prøvede igen at blive nomineret som vicepræsident i 1856, men tabte igen.

## Borgerkrigen
Selv om han var imod udtræden af Unionen, tilsluttede Pillow sig Sydstaterne straks efter Borgerkrigens udbrud, hvor han blev den rangældste generalmajor i Tennessees milits den 9. maj 1861. I juli blev han udnævnt til brigadegeneral i sydstatshæren og fik kommandoen over den enhed, som i kort tid blev kaldt ”Befrielseshæren”. Han kom hurtigt under general Albert Sidney Johnston i det vestlige operationsområde. Hans første indsats var mod brigadegeneral Ulysses S. Grant i dennes første indsats ved Slaget ved Belmont i november. I Syden betragtedes dette slag som en sejr, mens det reelt endte uafgjort. Ikke desto mindre udtalte Sydstaternes kongres sin tak til Pillow og hans mænd ved en afstemning den 6. december 1861.
| Citat | ... for det desperate mod de udviste, ved i flere timer og under de mest ufordelagtige omstændigheder at modstå et angreb fra en styrke, som var langt store end deres egne, både i antal og udstyr, og for den kunnen og tapperhed med hvilken de forvandlede det, som først truede med at blive en katastrofe, til en strålende sejr. | Citat |
|       | |       |

Pillow trådte ud af hæren den 28. december efter uenighed med generalmajor Leonidas Polk, men fandt hurtigt ud af, at dette var en forhastet beslutning og nåede at forhindre den i at træde i kraft ved at få en ordre fra Sydstaternes præsident Jefferson Davis. Da han vendte tilbage, fik han kommandoen ved Fort Donelson, en afgørende befæstning, som beskyttede Cumberland floden. Dette var imidlertid en opgave af kort varighed, der endte, da yderligere tre brigadegeneraler kom til fortet. En af dem, John B. Floyd, som var tidligere guvernør i Virginia og krigsminister under James Buchanan, havde højere rang end Pillow, som fandt sig selv i rollen som næstkommanderende.
Under slaget ved Fort Donelson, overskyggede Pillow generalen, som formelt havde kommandoen over hærens venstre fløj, brigadegeneral Bushrod Johnson, og ledte hans styrker i et overraskelsesangeb den 15. februar 1862 med henblik på at åbne en flugtrute ud af det belejrede fort. Selv om angrebet var en succes i starten, besluttede Pillow helt uforståeligt at trække sine tropper tilbage fra deres fremskudte positioner til skyttegravene, for at de kunne få forsyninger inden deres tilbagetrækning. Hermed mistede de det terræn, som de havde kæmpet så hårdt for om morgenen. Floyd og de andre generaler var rasende på Pillow, men det var for sent at gøre noget ved fejlen.
Ved et krigsråd natten til den 16. februar enedes generalerne om, at styrkerne måtte overgive sig. Floyd, som frygtede at blive stillet for retten for landsforræderi, hvis han blev fanget, overgav kommandoen over hæren til Pillow, som havde tilsvarende betænkeligheder og straks gav kommandoen videre til Simon B. Buckner. Pillow undslap i løbet af natten i en lille båd over floden. Floyd undslap ligeledes på et dampskib med to regimenter af sine tropper fra Virginia, inden Buckner overgav fortet til Grant.
Nogle historikere har hævdet, at Ulysses S. Grant handlede overilet ved at angribe Fort Donelson uden at have stor overlegenhed i styrke. Det var imidlertid hans kendskab til Gideon Pillow, som spillede en afgørende rolle for hans handlinger. I sine memoirer skrev han:
| Citat | Jeg kendte general Pillow fra Mexico, og vurderede at jeg med en styrke, som var nok så lille, kunne rykke frem til kanonskuds afstand fra en hvilken som helst befæstning, som han havde fået ordre til at holde. Jeg sagde dette til mine stabsofficerer på daværende tidspunkt. Jeg vidste, at Floyd havde kommandoen, men at han ikke var soldat, og jeg vurderede at han ville give efter for Pillows krav. | Citat |
|       | |       |

Pillow overtog kommandoen over 3rd Division i Army of Central Kentucky, men blev suspenderet efter ordre fra Jefferson Davis den 16. april 1862 for ”alvorlige fejlvurderinger i de militære operationer, som resulterede i hærens overgivelse”. Han kommanderede en brigade i generalmajor John C. Breckinridges division på den 2. dag af Slaget ved Stones River. Han ankom til slagmarken blot en time før Breckinridges angreb. Breckinridge blev rasende over at finde Pillow i dækning bag et træ og beordrede ham fremad. Efter slaget forsvarede Pillow general Braxton Braggs beslutninger og tilsværtede Breckinridges udførelse af det mislykkede angreb. Herefter fik Pillow ikke flere kampopgaver. Han ledede hvervningen til sydstatshæren i Tennessee og var generalintendant for fanger i 1865. Han blev fanget af unionsstyrker ved ‘’Union Springs’’ i Alabama den 20. april 1865 og blev løsladt på æresord i Montgomery i Alabama i maj. Han fik amnesti af præsidenten den 28. august 1865.

## Efter krigen
Efter krigen gik Pillow fallit, men startede en ny succesfuld sagførerpraksis i Memphis i Tennessee som partner med den tidligere guvernør Isham G. Harris.
Efter sin første kones død i 1869 giftede han sig i 1872 med en ung enke Mary Eliza Dickson Trigg og sammen fik de 4 børn. Han døde i ‘’Lee County’’ i Arkansas og ligger begravet på Elmwood kirkegården i Memphis.